# ميدوسا

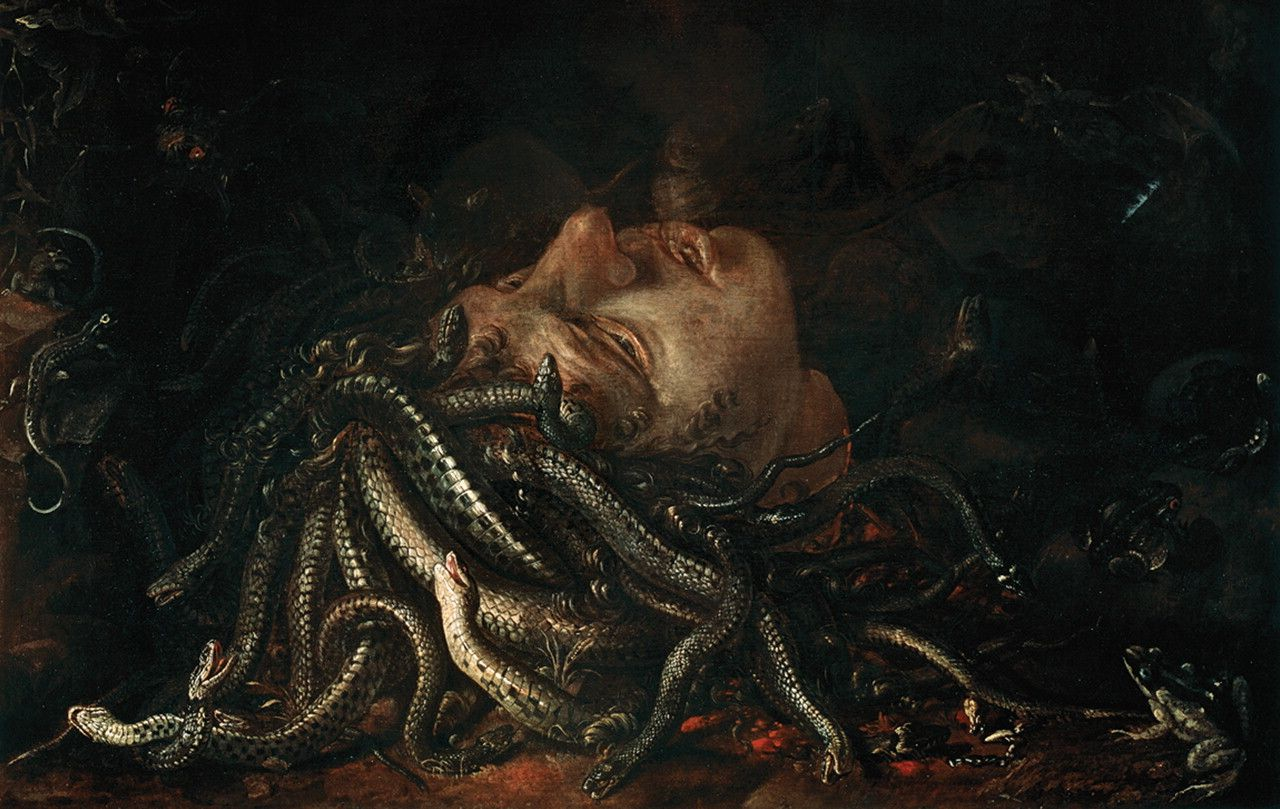
لوحة باسم (رأس مدوسا) من الفن الفلمنكي تعود للقرن السادس عشر ميلادي

ميدوسا أو ميدوزا (بالإنجليزية: Medusa، باليونانية القديمة: Μέδουσα بمعنى "الحارسة، الحامية")‏ بالإضافة إلى ذلك، فهي تُدعى أيضًا غورغونة أو غوغونة أو جرجونة أو جورجونة (بالإنجليزية: Gorgo)‏ ويعني «المُرعبة أو المُخيفة أو المُفزعة». هي إحدى الغورغونات الثلاث، اللواتي يُحوِّلنَ كلَّ مَن يقع نظرهنَّ عليه إلى حجر. كانت ميدوزا فانية في حين أنَّ شقيقتيها سثينو ويوريال [الإنجليزية] كانتا خالدتين. وهي ابنة فوركيس (إله البحر البدئي) وكيتو (إلهة البحر البدئية). كانت الأجمل من بين أختيها، لكنَّ أثينا حولت شعرها إلى أفاع، لأنها تجرَّأت على الادعاء أنها تعادل الربة جمالا وبهاءً، وأصبح وجهها بشعًا ومرعبًا. وفي رواية أخرى، يقول الشاعر الروماني أوفيد في كتابه التحولات كانت ميدوسا في الأصل عذراء جميلة، ولكن عندما ضاجعها بوسيدون في معبد «مينيرفا» (أي أثينا)، عاقب أثينا ميدوسا بتحويل شعرها الجميل إلى ثعابين مُرعبة.

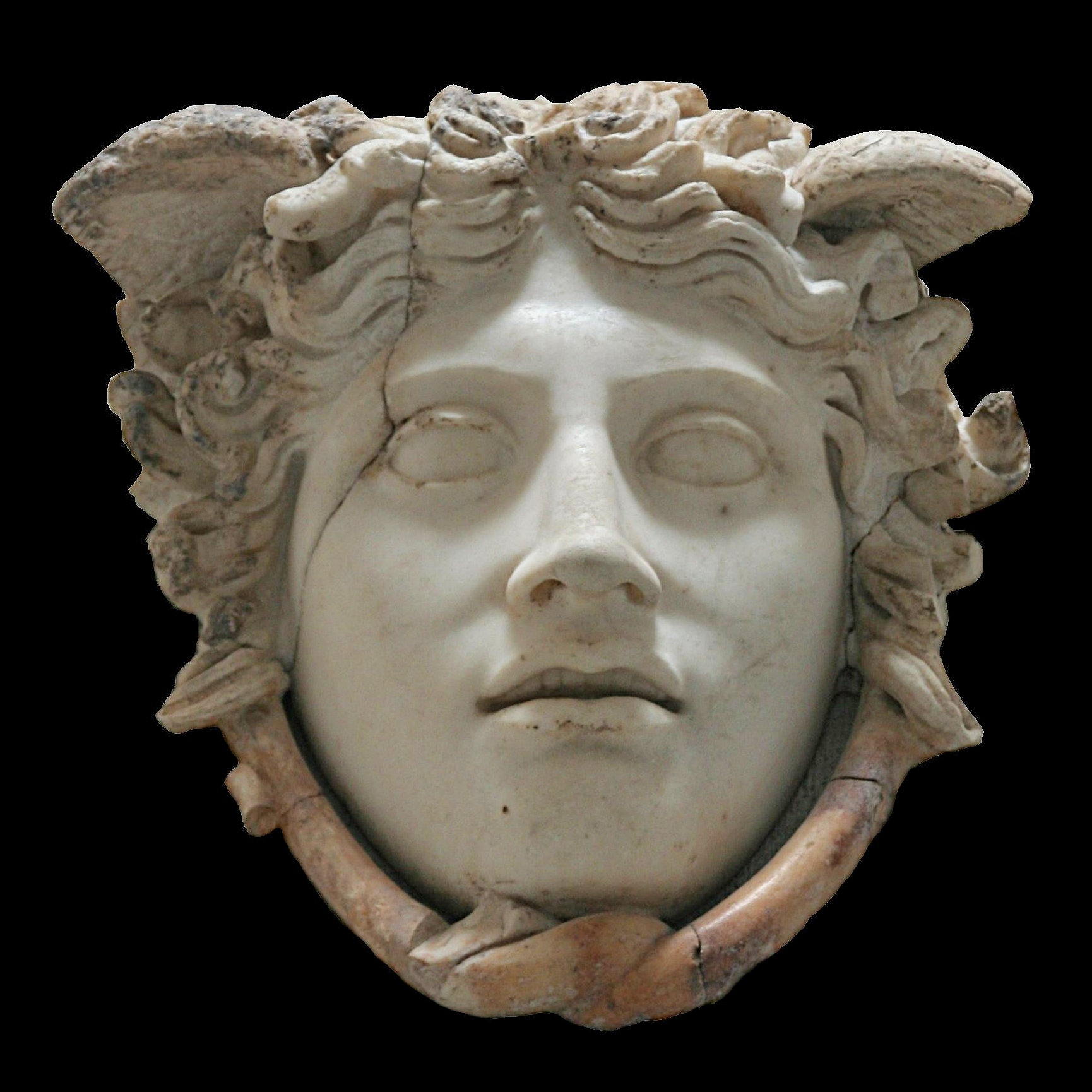
تمثال روماني من الرخام لمدوسا

وبناء على طلب بوليدکتس [الإنجليزية] ملك سيريفوس أفلح البطل اليوناني بيرسيوس بحذائه المُجنح وخوذة هاديس ودرع أثينا وسكين هيرمز وبمساعدة الإلهة أثينا في قطع رأسِ ميدوزا، وذلك بمراقبة تحركاتها بالصورة المنعكسة في الدرع، فتجنب نظراتها القاتلة. واستخدم رأسها كسلاح ضد الأعداء. وهُناك مَن يقول أنه قتلها وهي نائمة.
ومن جسد ميدوزا الميت ولد خريساور ومن دمها ولد الحصان المجنح بيغاسوس (وهو ابن بوسیدون الذي حملت به في معبد أثينا) وقد وضع رأسها في درعِ أثينا المسمى إيجيس.

## علم النفس التحليلي

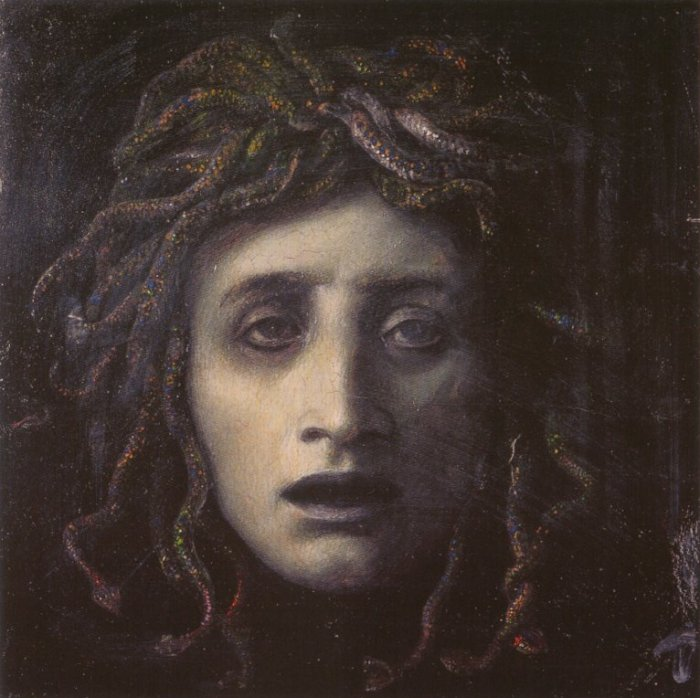
ميدوسا بواسطة أرنولد بوكلين، حوالي عام 1878

في عام 1940، نُشر كتاب سيغموند فرويد (رأس ميدوسا) بعد وفاته. في تفسير فرويد: «قطع الرأس = الإخصاء». وهكذا فإن رعب ميدوسا هو رعب من الإخصاء المرتبط برؤية شيء ما. وكان كارل يونج مهتمًا بـ «تأثير ميدوسا»، وهي ظاهرة من التحجر النفسي تحدث عندما يواجه المريض موقفًا لا لا يحسد عليه. يصر على حقيقة أن ميدوسا، مثل أي إنسان، لها جانب روحي. ولكي لا نستسلم للقوى المدمرة، يجب أن نتبع مثال بيرسيوس وننظر إلى قوى الدمار فقط من خلال مرآة. تعد ميدوسا وأثينا نموذجين أصليين للأنوثة: وفي حين أن أحدهما لا جنسي ويحمي أولويات الذكور والسيطرة على النظام الأبوي، فإن الآخر يجسد الجانب الفوضوي والأنثوي وغير القابل للسيطرة من المرأة.
ووفقًا لبول دييل، فإنَّ الجورجونات، بوصفهن وحوشًا، لا يمكنهن إلا أن «يرمزن للعدو الداخلي الذي يجب محاربته». ميدوسا ترمز إلى «انحراف الدافع الروحي» الذي هو «ركود عبثي» ويرمز شعرها الثعباني إلى «عذاب الذنب المكبوت». وميدوسا ترمز إلى الصورة المشوهة للذات [...] التحجر بفعل الرعب، بسبب عدم القدرة على تحمل حقيقة الذات بموضوعية. أدى قطع رأس ميدوسا إلى ولادة خريساور، رمز الروحانية، وبيغاسوس، رمز التسامي. حيث «يجب أن يموت الخيال الفاسد حتى يولد شكلا الخيال الإبداعي: الروحانية والسمو».

## نشأتها

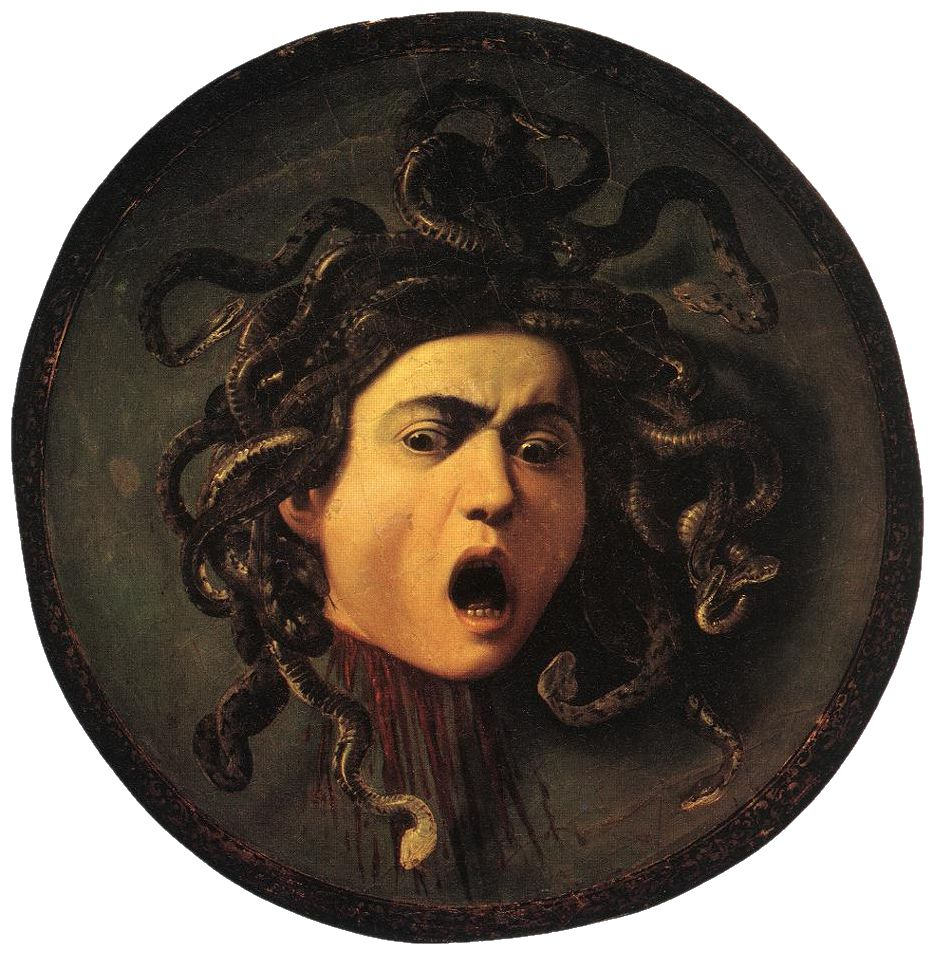
رأس ميدوسا بريشة الرسام الباروكي كارافاجيو. في 1597 - الآن موجود في متحف أوفيزي في فلورنسا.

مدوسا هي بنت بورسيوس (إله البحر) - ابن الجبارين غايا وبونتوس - وسيتو (وحش البحر) أخته وزوجته فيما بعد،
كان لها أختين: سثينو وإوريال،
كان الثلاث أخوات يعيشنّ في ما وراء حافة العالم حيث الشمس والقمر لا يصلانها
وكان يطلق عليهن غورغون بمعنى المرعبات،
كان هناك العديد من الافتراضيات حول تحويل الأخوات الثلاث إلى جورجونيات ومنها:
1. أن مدوسا إدعت أنها أجمل من آثينا.
2. أن مدوسا إدعت أن شعرها أجمل من شعر آثينا.
3. أنها مارست الجنس مع بوسيدون (إله البحر) في معبد آثينا (إما أنه إغتصبها أو أنها خضعت له).

ولكن الافتراضية الثالثة هي الأكثر انتشارًا وأعتقد أكثرها منطقية، حيث أن الأخوات الثلات كُنَّ شديدات الجمال،
وكُنَّ كاهنات في معبد آثينا ولكن بعد أن مارست مدوسا الجنس مع بوسيدون غضبت وحولتهن إلى وحوش،
قيل أن آثينا تركت مدوسا بوجهها الطبيعى دون قناع الجورجونيات المرعب، لتتمكن من إغواء الرجال وتحويلهم إلى أحجار.

## موتها

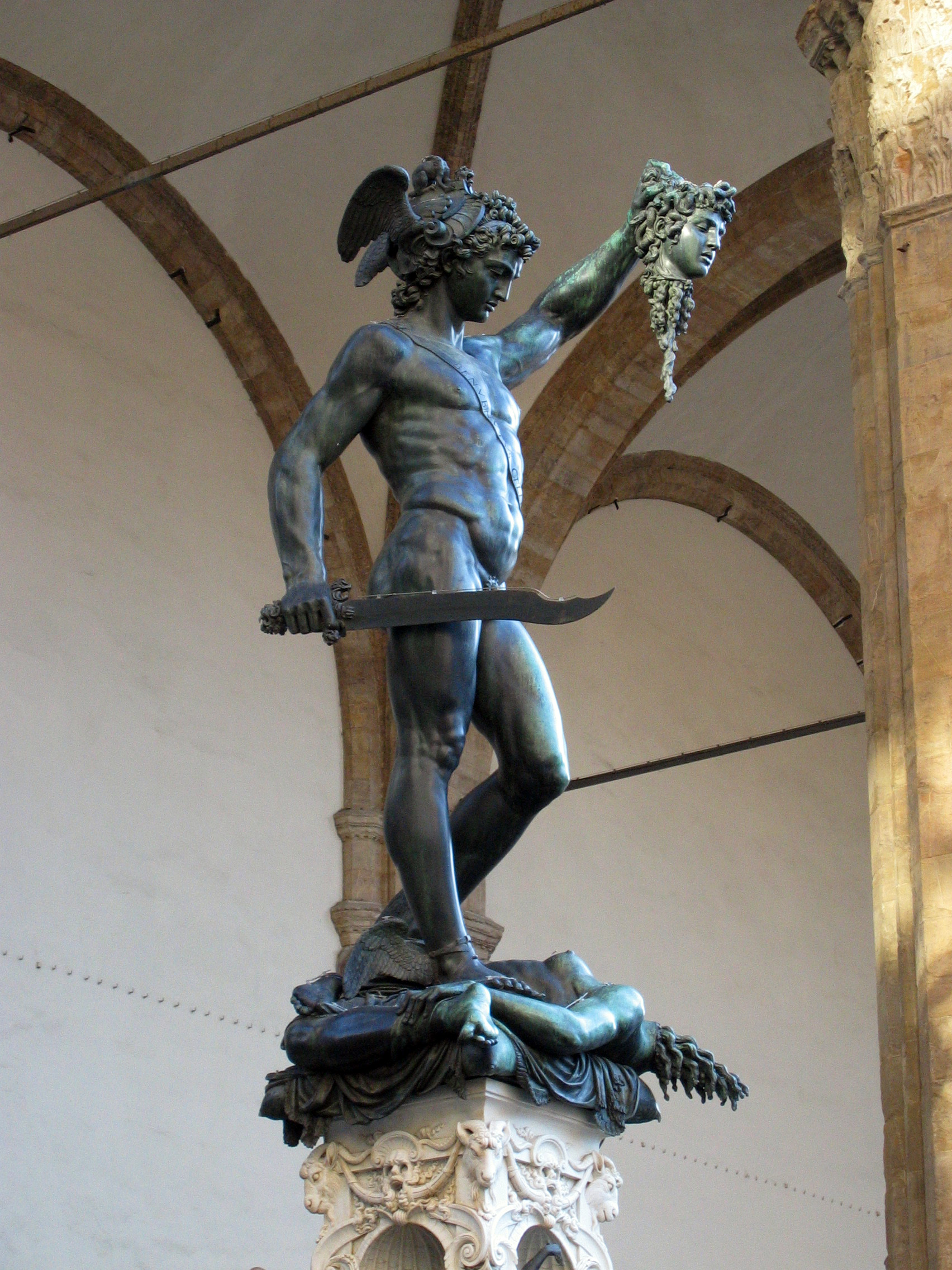
بيرسيوس ورأس مدوسا،بيرفنتيو سيللينى,1554

لعب بيرسيوس الدور الرئيسي في أسطورة مدوسا حيث واجه الموت لكى يقتلها، ولكن كان لا بد أن يمتلك أربع أدوات بدونها لا يستطيع إتمام ذلك، وهي:
1. سيف قوي وحاد بالدرجة الكافية لكي يقتلها من ضربة واحدة حتى لا تتمكن من القيام وإيقاعه في مصيدتها.
2. حذاء هرمس الذي يستطيع بواسطته الطيران.
3. خوذة هادس التي تغمره بالظلام كى لا تراه الأخوات أثناء دخوله وخروجه.
4. الحقيبة التي يحمل فيها رأسها بحيث لا توذيه ولا أحد آخر من قوة عينيها.

رأى بيرسيوس انعكاس مدوسا من خلال درعه وهي لم تستطع رؤيته بفضل الخوذة فباغتها بضربة قطعت رأسها.

## أبناؤها

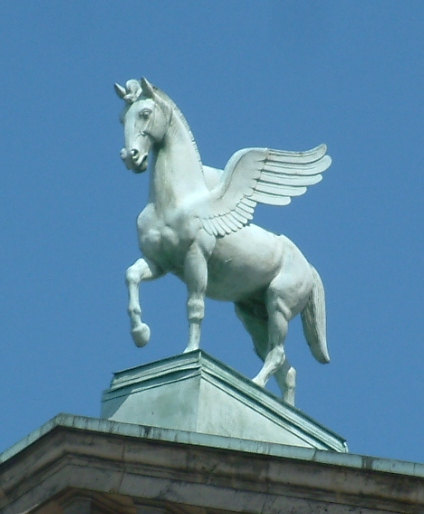
بيغاسوس على سطح مبنى الأوبرا في بوزنان

- بيجاسوس هو الحصان المجنح الذي أصبح سيده بيرسيوس فيما بعد وهناك اختلافات في كيفية ظهوره لكن الأكثر تداولاً هو: أنه عندما قطع بيرسيوس رأس مدوسا تكون بيجاسوس من دمها المتدفق، ولو لاحظنا فإنها نفس كيفية انبثاق أثينا من رأس زيوس.
- كرياسور: أخ بيجاسوس ويصور بخنزير مجنح ضخم، وأنه ظهر من جسد مدوسا بعد أن قُطِع رأسها على عكس بيجاسوس الذي تكون من دمها.

## معرض صور

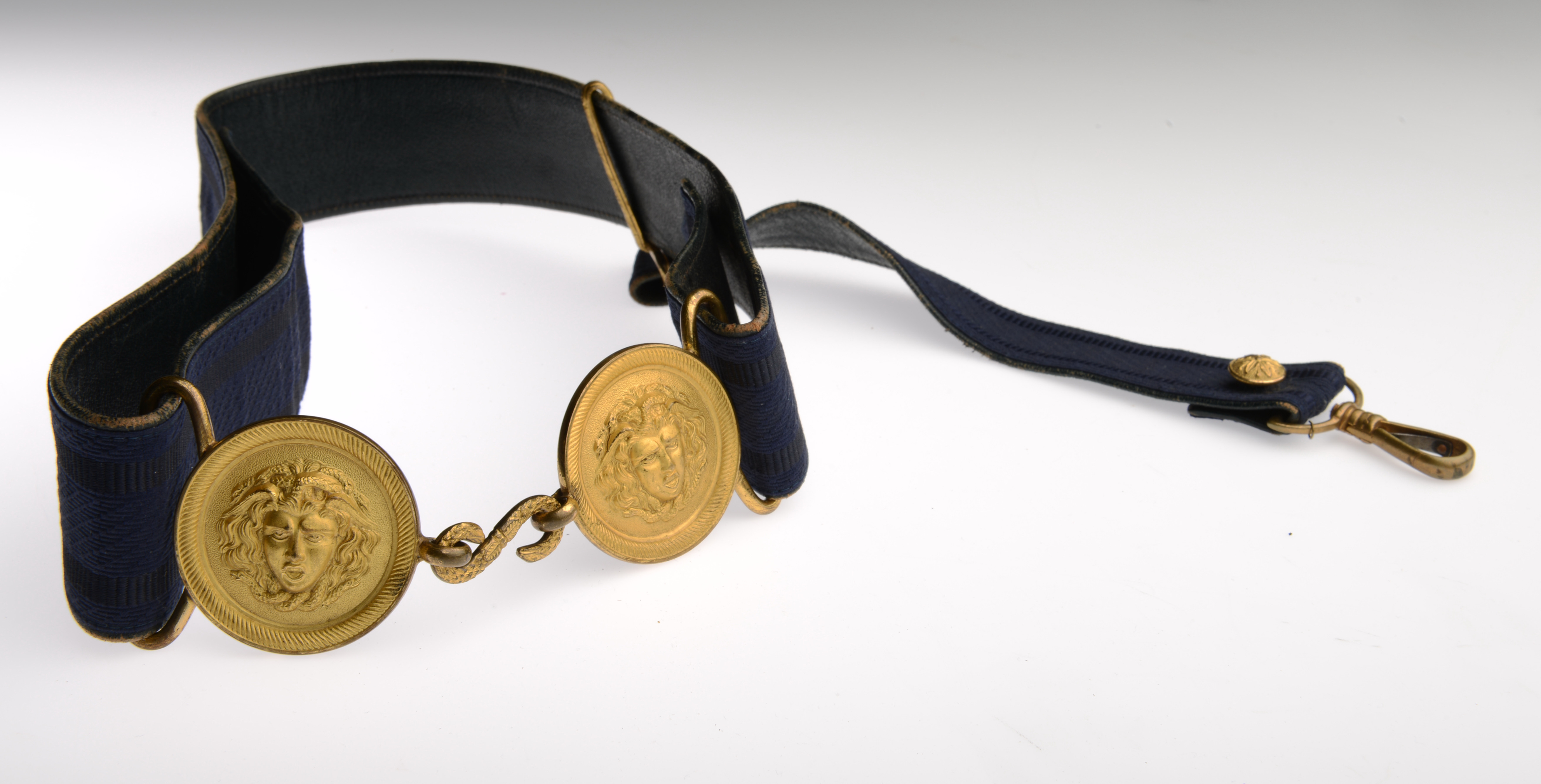
علم المنطقة الصقلية
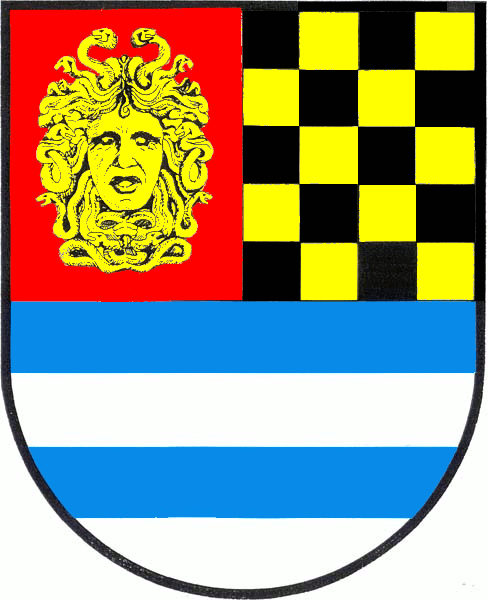